# Ритни камбаната с финес
„Ритни камбаната с финес“ (на английски: The Bucket List) е американска приключенска трагикомедия от 2007 година, режисиран и продуциран от Роб Райнър, по сценарий на Джъстин Закхам, с участието на Джак Никълсън и Морган Фрийман.
Премиерата на филма е в Холивуд на 15 декември 2007 г. и е открит в ограничено издание в Съединените щати на 25 декември 2007 г. от Уорнър Брос.

## Актьорски състав
| Актьор               | Роля               |
| -------------------- | ------------------ |
| Джак Никълсън        | Едуард Периман Кол |
| Морган Фрийман       | Картър Чамбърс     |
| Шон Хейс             | Матю / Томас       |
| Бевърли Тод          | Вирджиния Чамбърс  |
| Роб Мороу            | Доктор Холинс      |
| Алфонсо Фрийман      | Роджър Чамбърс     |
| Роуена Кинг          | Анджелика          |
| Дженифър ДеФрансиско | Емили Коул         |
| Серена Рийдър        | Рейчъл             |
| Антън Бери младши    | Кай                |
| Верда Бриджес        | Чандра             |
| Дестъни Браунридж    | Мая                |
| Браян Копланд        | Лий                |
| Иън Антъни Дейл      | Инструктор         |
| Ноел Гулиеми         | Механик            |
| Джонатан Хернандез   | Мами               |
| Андреа Дж. Джонсън   | Елизабет           |
| Джордан Лънд         | Татуист            |
| Джонатан Магнум      | Ричард             |
| Кристофър Стейпълтън | Кайл               |
| Алекс Требек         | Себе си            |
| Тейлър Ан Томпсън    | Внучката на Едуард |
| Карън Маруяма        | Сестра Шинг        |

## В България
В България филмът е пуснат по кината на 11 април 2008 г. от Александра Филмс.
На 4 септември 2008 г. е издаден на DVD от Прооптики България.
На 26 ноември 2011 г. е излъчен по bTV с български дублаж. Екипът се състои от:
| Озвучаващи артисти  | Таня Димитрова Любомир Младенов Стефан Сърчаджиев-Съра Даниел Цочев Христо Чешмеджиев |
| Преводач            | Илияна Йорданова                                                                      |
| Тонрежисьор         | Радослав Колев                                                                        |
| Режисьор на дублажа | Чавдар Монов                                                                          |